# Le blé est vert (film)
Pour les articles homonymes, voir Le blé est vert (homonymie).
Pour plus de détails, voir Fiche technique et Distribution.
Le blé est vert (The Corn Is Green) est un film américain d'Irving Rapper, adapté de la pièce-homonyme d'Emlyn Williams et sorti en 1945.

## Synopsis
Dans un petit village gallois, une institutrice surmonte toutes les difficultés pour permettre à un de ses élèves, qu'elle a adopté, d'entrer à Oxford…

## Fiche technique
- Titre original : The Corn Is Green
- Titre français : Le blé est vert
- Réalisation : Irving Rapper
- Scénario : Frank Cavett et Casey Robinson d'après la pièce-homonyme d'Emlyn Williams (1938)
- Dialogues : Gareth Hughes (conseiller aux dialogues en gallois, non crédité)
- Direction artistique : Carl Jules Weyl
- Décors : Fred M. MacLean
- Costumes : Orry-Kelly
- Photographie : Sol Polito
- Montage : Frederick Richards
- Musique : Max Steiner
- Production : Jack Chertok et Jack L. Warner
- Société de production : Warner Bros. Pictures
- Société de distribution : Warner Bros. Pictures
- Pays d'origine :  États-Unis
- Langue : anglais, gallois
- Format : Noir et blanc - 35 mm - 1,37:1 - Son mono (RCA Sound System)
- Genre : Comédie dramatique
- Durée : 115 minutes
- Dates de sortie :
  - États-Unis : 29 mars 1945 (New York) ; 14 juillet 1945 (sortie nationale)
  - France : 27 janvier 1950

## Distribution
- Bette Davis : Mlle Lilly Moffat
- Nigel Bruce : le châtelain
- Rhys Williams : M. Jones
- Rosalind Ivan : Mme Watty
- Mildred Dunnock : Mlle Ronberry
- Arthur Shields : Glyn Thomas
- Gwyneth Hughes : Sarah Pugh
- Thomas Louden : Vieux Tom
- John Dall : Morgan Evans
- Joan Lorring : Bessie Watty
- Sarah Edwards : une amie de Mme Watty (non créditée)